# مترو بيونغيانغ
مترو بيونغيانغ (هانغل: 평양 지하철) نظام نقل سريع يخدم العاصمة الكورية الشمالية بيونغيانغ. افتتح المترو في سبتمبر 1973 من قبل الرئيس الكوري كيم إل سونغ آنذاك. يتألف المترو من مسارين و17 محطة، ينقل المترو ما بين 300,000 - 700,000 راكب يوميا.